# Roi hoa trắng
Roi hoa trắng, hay còn gọi là mận chuông, mận trắng, bòng bòng, mận hồng đào (Syzygium samarangense) là một loài thực vật có hoa trong họ Đào kim nương, có nguồn gốc từ một khu vực bao gồm Quần đảo Sunda Lớn, Bán đảo Mã Lai và Quần đảo Andaman và Nicobar, nhưng được du nhập dưới thời tiền sử vào một khu vực rộng lớn hơn  và hiện được trồng rộng rãi ở vùng nhiệt đới . Các tên phổ biến trong tiếng Anh bao gồm táo sáp, táo Java, táo hồng Semarang và jambu sáp .

## Mô tả
Roi hoa trắng là một loại cây nhiệt đới mọc cao 12 m (39 ft) , có lá thường xanh dài 10–25 cm (4–10 in) và rộng 5–10 cm (2–4 in). Lá có hình elip, nhưng tròn ở gốc; tỏa hương thơm khi bị nghiền nát. Thân cây tương đối ngắn, có tán rộng – mở ra – bắt đầu ở vị trí thấp trên cây. Vỏ cây có màu xám hồng, dễ bong tróc.
Hoa có màu trắng đến trắng vàng, 2,5 cm (1 in), có bốn cánh hoa và nhiều nhị hoa. Chúng tạo thành các chùy có từ 3 đến 30 đầu cành gần nhau. Quả thu được là quả mọng hình chuông, ăn được, với các màu từ trắng, xanh nhạt hoặc xanh lục đến đỏ, tím hoặc đỏ thẫm, đến tím đậm hoặc thậm chí đen. Quả mọc dài 4–6 cm (1,6–2,4 in) trong hoang dã và có bốn thùy đài hoa nhiều thịt ở đầu. Vỏ mỏng, thịt trắng và xốp. Mỗi quả chứa một hoặc hai hạt tròn không lớn hơn 0,8 cm (0,3 in) . Hoa và quả không chỉ giới hạn ở nách lá mà có thể xuất hiện ở hầu hết mọi điểm trên bề mặt thân và cành. Khi trưởng thành, cây khá sai quả, cho tới 700 quả trong một vụ.
Khi chín, quả phồng ra ngoài, hơi lõm xuống ở giữa mặt dưới "chuông". Những quả roi khỏe mạnh có màu sáng nhẹ. Khi chín có màu sắc giống quả táo ở bên ngoài. Nó không có vị như táo, không có mùi thơm cũng như độ đậm đặc của táo. Hương vị quả roi tương tự như lê tuyết và tỷ lệ chất lỏng trên thịt quả roi có thể so sánh với dưa hấu . Không giống như táo hoặc dưa hấu, thịt quả roi có đường đan kết rất lỏng lẻo. Chính giữa có một hạt giống được bọc trong một loại lưới giống như kẹo bông. Lưới này có thể ăn được, nhưng không hương vị. Màu sắc của nước ép phụ thuộc vào giống cây trồng; có thể có màu tím đến không màu hoàn toàn.

## Công dụng

### Ẩm thực
Một số giống có quả lớn hơn đã được tuyển chọn. Nói chung, màu càng nhạt hoặc đậm thì càng ngọt.
Ở Đông Nam Á, những quả màu đen có biệt danh là "Ngọc trai đen" hoặc "Kim cương đen", trong khi những quả có màu trắng xanh nhạt, được gọi là "Ngọc trai", nằm trong số những loại có giá cao nhất trên thị trường trái cây. Quả thường được phục vụ ở dạng nguyên nhưng đã bỏ lõi để giữ nguyên hình dạng chuông độc đáo.
Trong ẩm thực quần đảo Ấn Độ Dương, trái cây thường được sử dụng trong món xà lách cũng như các món áp chảo nhẹ. Món chủ yếu được ăn như trái cây và cũng được dùng để làm dưa chua ( chambakka achar ) .
Ở Philippines, tên địa phương của nó là macopa hoặc makopa (tên cổ trước thời thuộc địa là dambo ). Vì bề ngoài giống nhau nên nó thường bị nhầm lẫn với tambis ( Syzygium aqueum), mặc dù loại sau được trồng phổ biến hơn.

## Hình ảnh

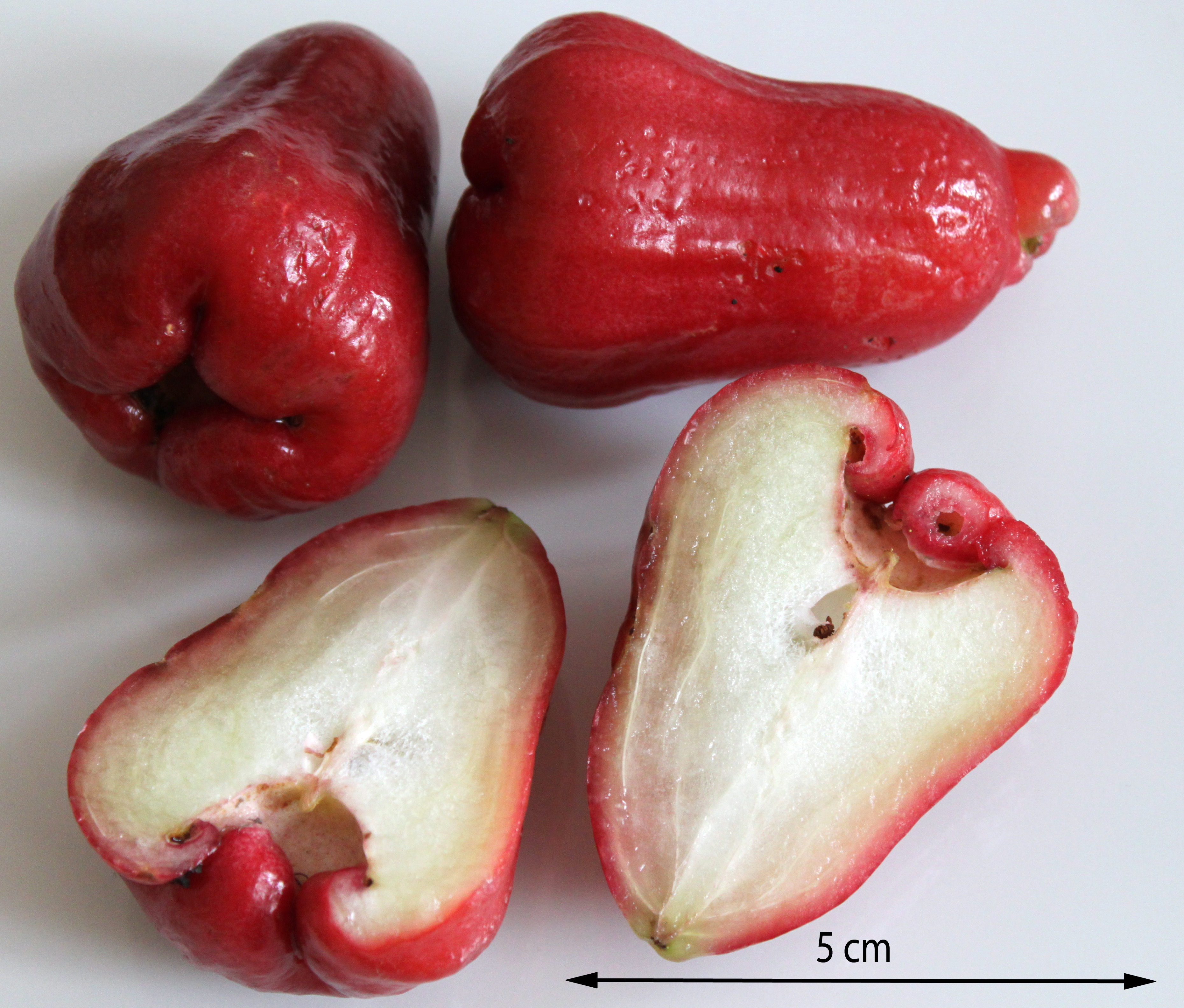
Quả được cắt ngang
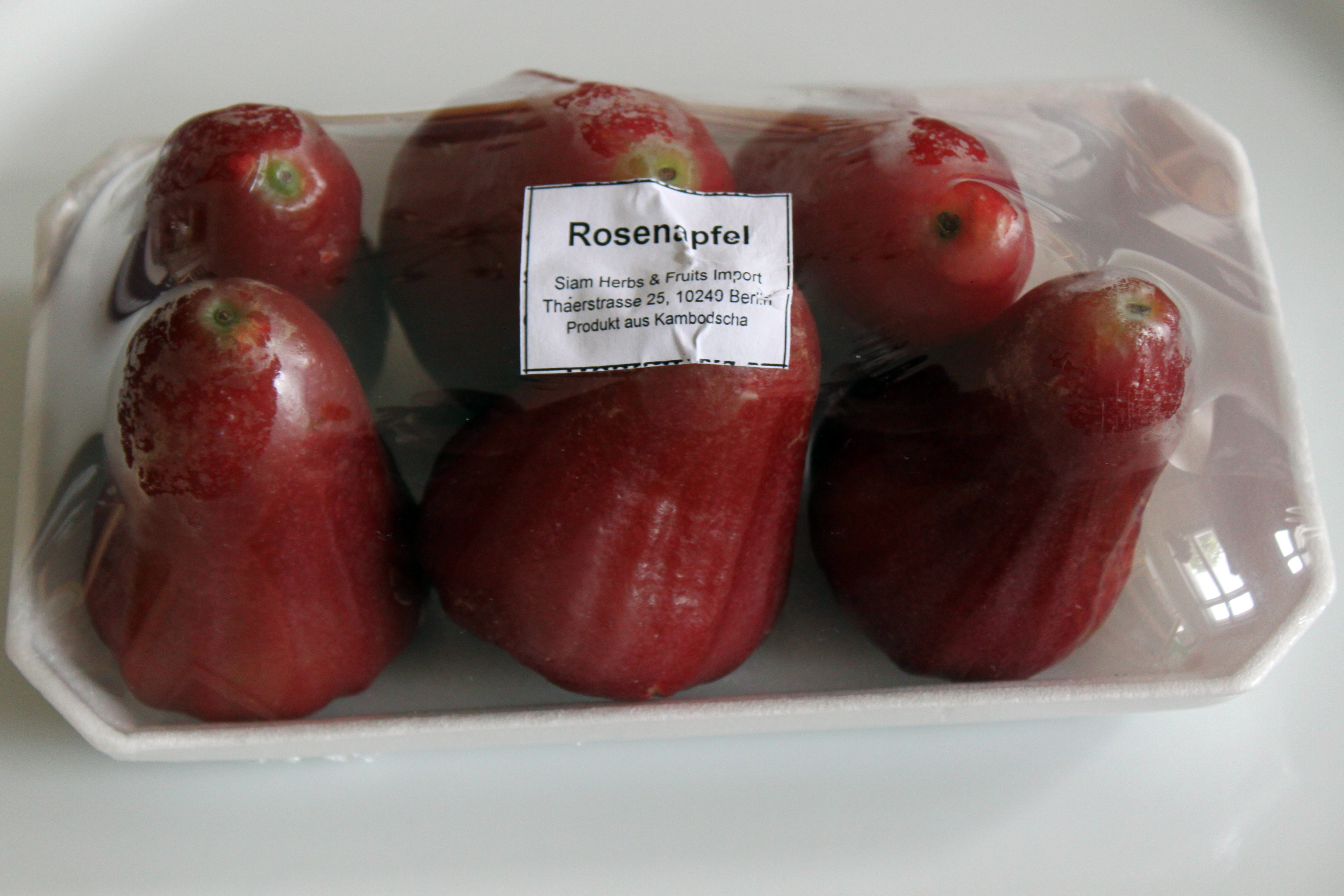
Đóng gói cây trái để bán
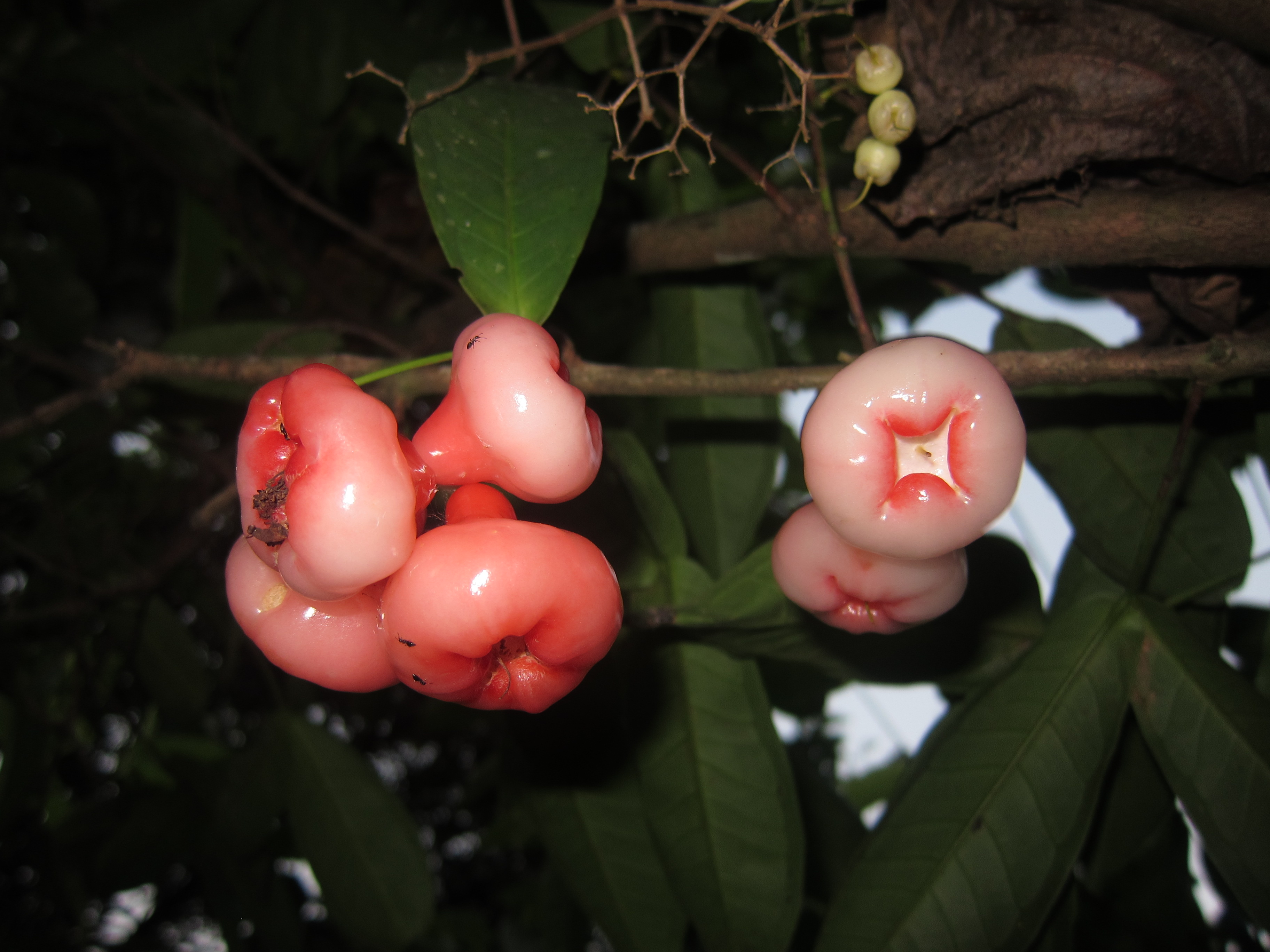
Quả trên cây
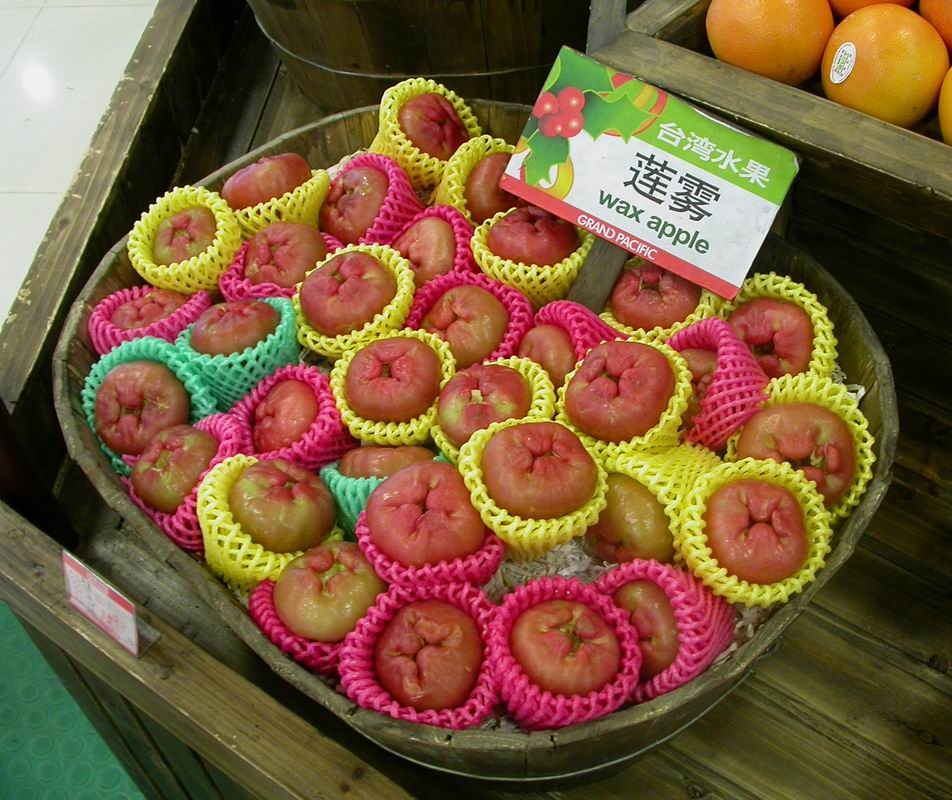
Quả để bán
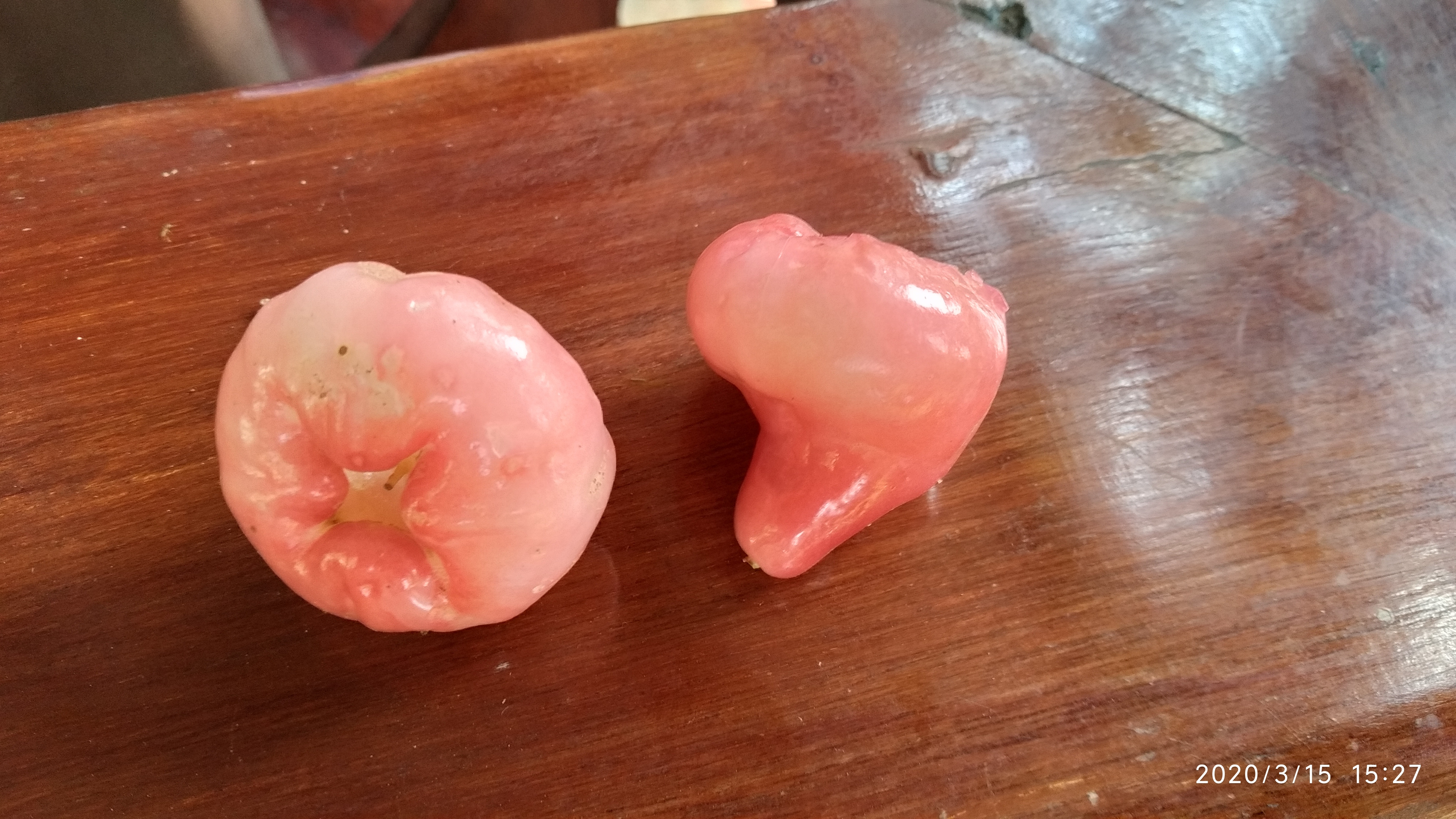
Quả Puducherry
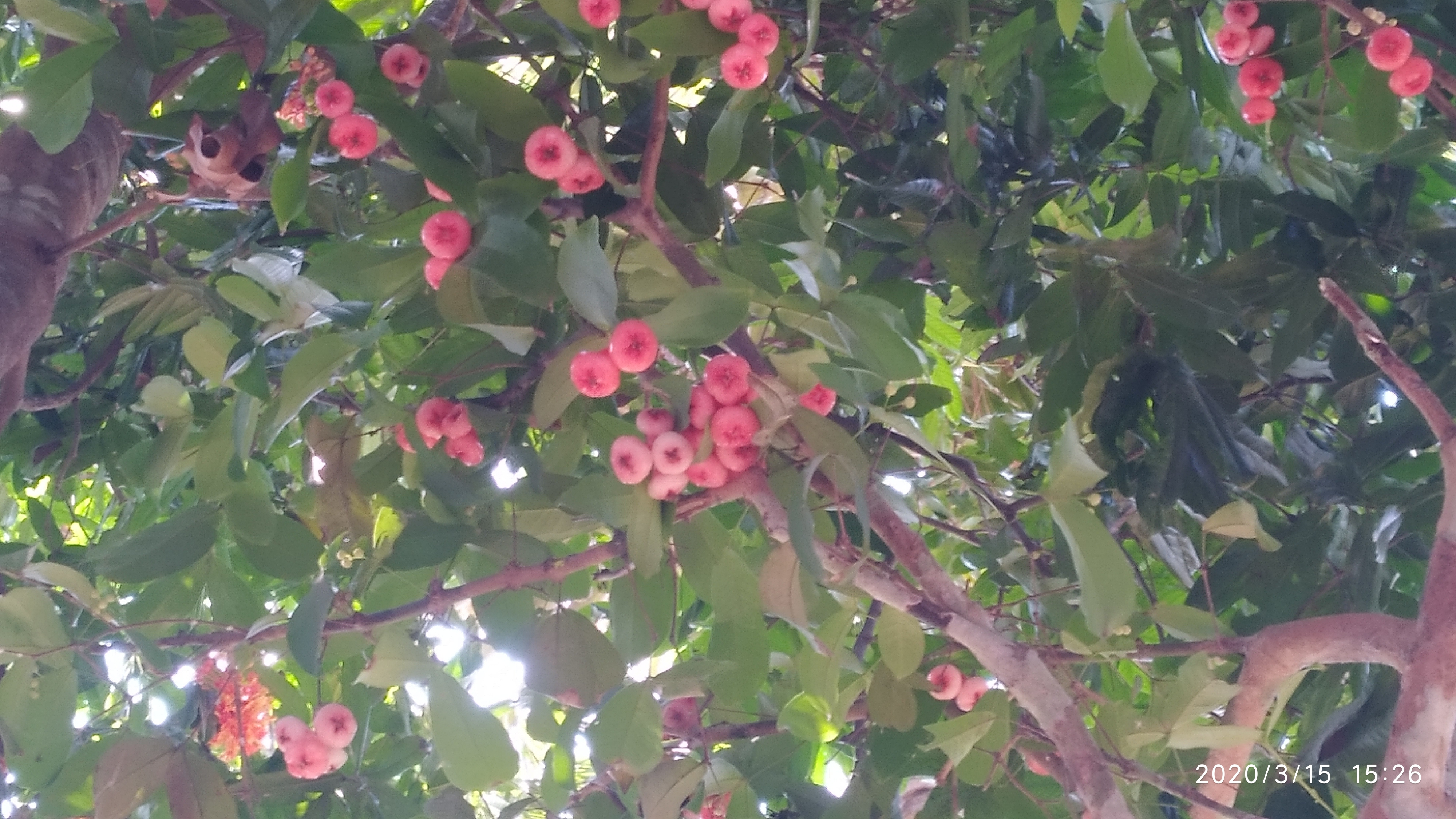
Cây ở Puducherry
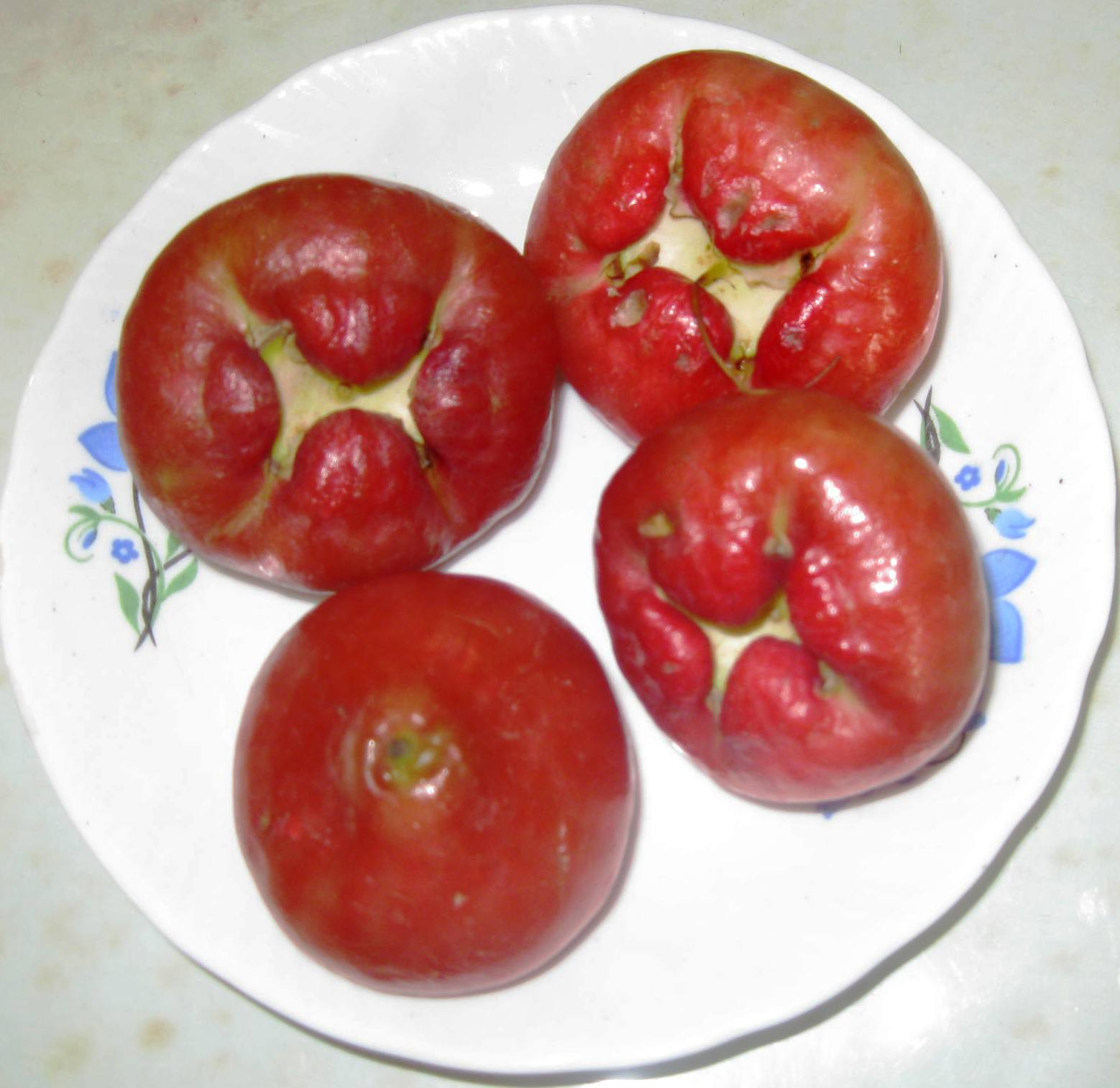
Các loại quả màu đỏ
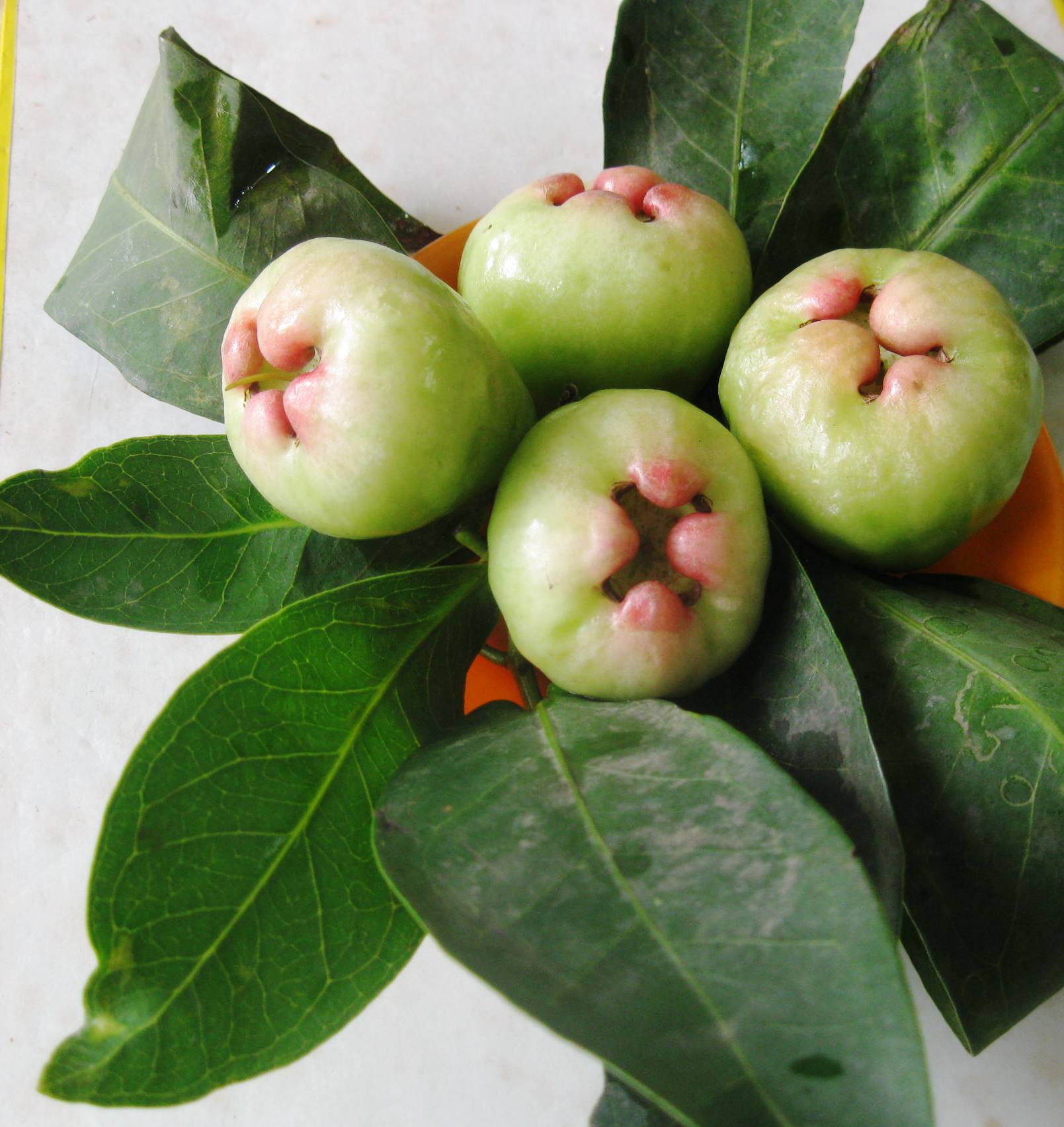
Quả có lá
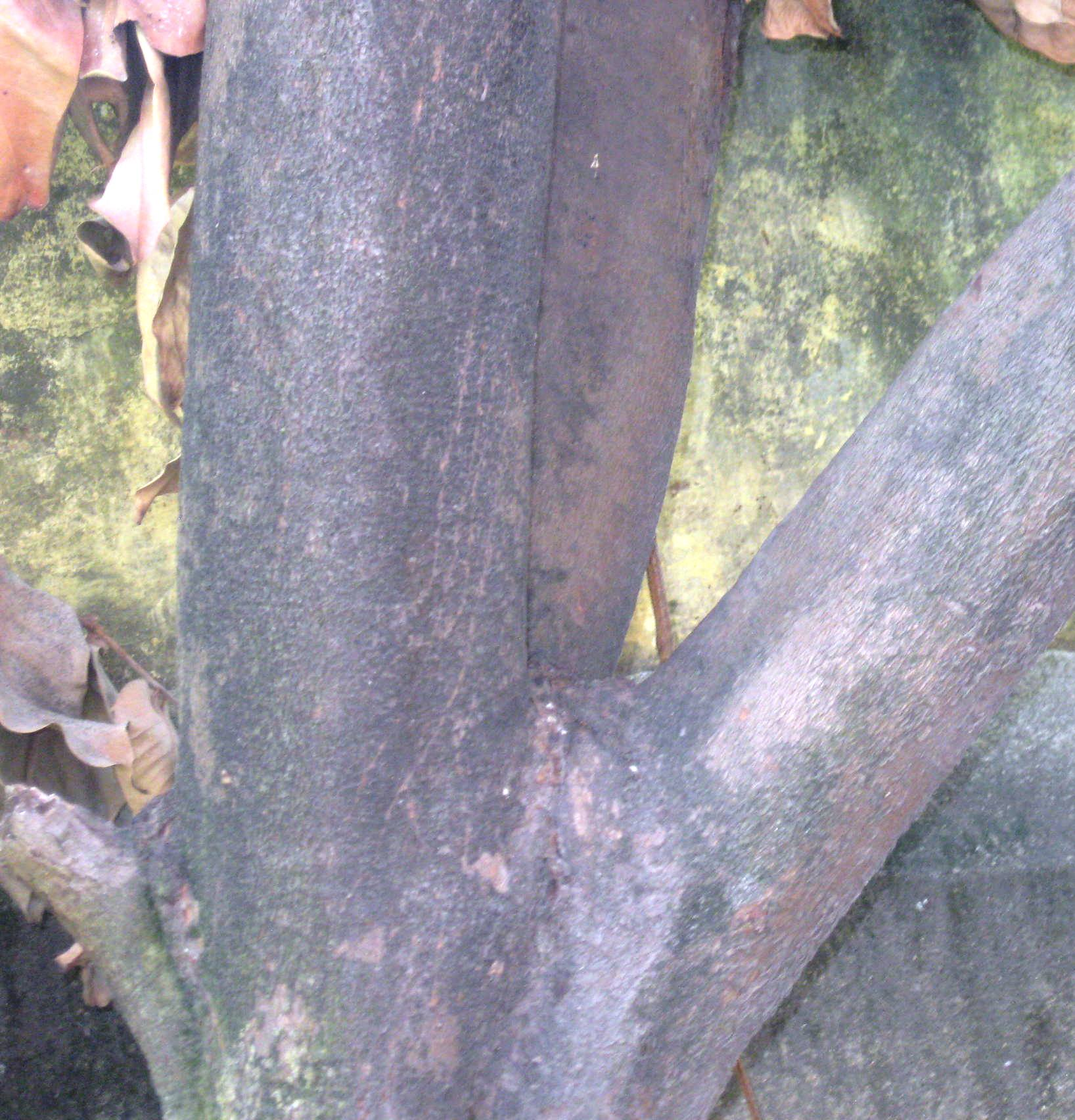
Thân dưới
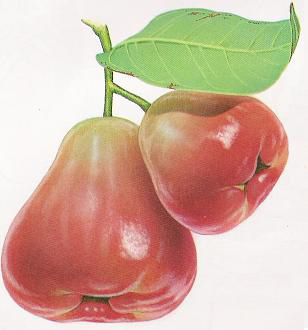
Giống cây Ngọc trai đen
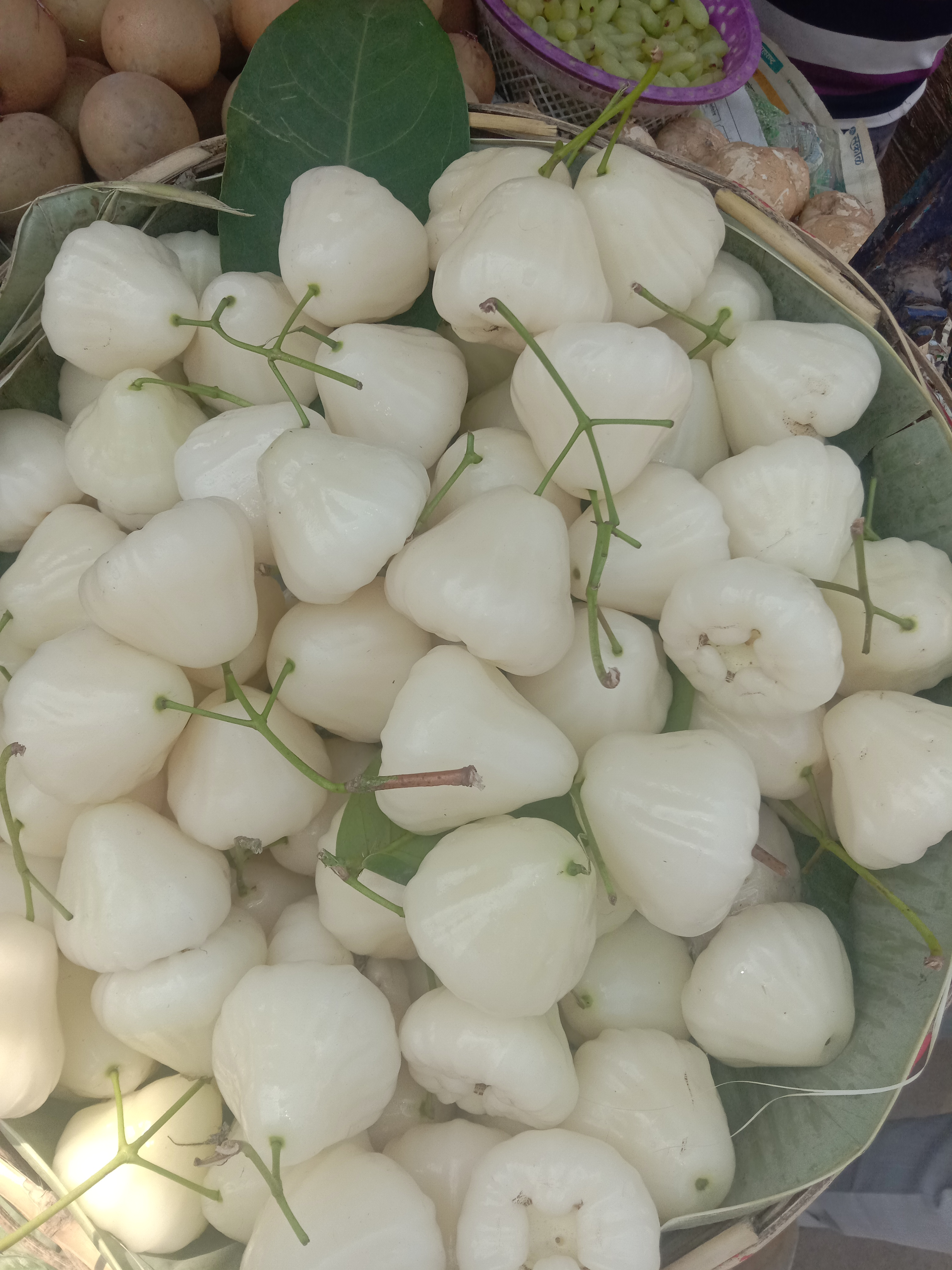
Quả roi màu trắng được bán ở Tây Bengal, Ấn Độ.
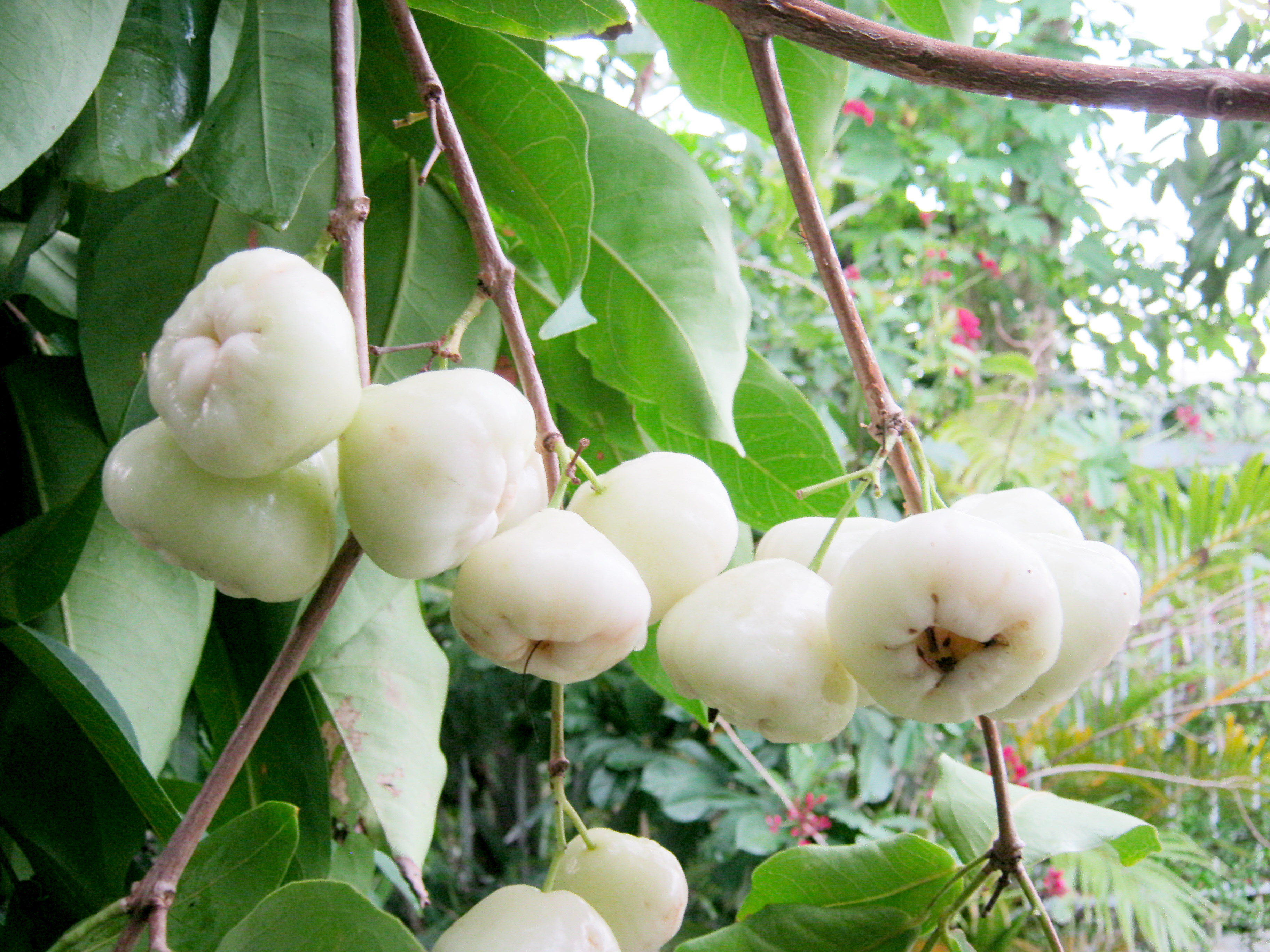
Giống quả roi có vỏ trắng